# Hélio (futebolista)
José Hélio Alexandre de Souza, mais conhecido como Hélio (Sorocaba, 25 de julho de 1964), é um ex-futebolista brasileiro que atuou como atacante. Passou por clubes como Fluminense, Bahia, Palmeiras, Vitória, Sport e Pelotas.
Ídolo do Sport do Recife, o ex-centroavante caiu nas graças da torcida onde continua sendo ainda querido pela torcida rubro-negra.
Hélio é pai do também jogador de futebol Bernardo.